# Ilínovka
Ilínovka (en rus: Ильиновка) és un poble de l'óblast de Vorónej, a Rússia, segons el cens del 2010 tenia 35 habitants.